# Sintaschta
Sintaschta (russisch Синташта) ist ein frühbronzezeitlicher Fundort in Russland am gleichnamigen Fluss, einem westlichen Zufluss des oberen Tobol. 1972–1976 und 1983–1986 wurden in Sintaschta umfangreiche Ausgrabungen unternommen, bei denen mehrere Fundkomplexe entdeckt werden konnten, die der Sintaschta-Kultur, einer frühen Form der Andronowo-Kultur zugeordnet werden. Durch Radiokarbondatierungen kann Sintaschta in die Wende vom 3. zum 2. Jahrtausend v. Chr. datiert werden.
Die wichtigste ergrabene Anlage ist eine runde Ansiedlung mit einem Durchmesser von ungefähr 140 m, die durch einen Graben und mit einer Holz-Erde-Mauer befestigt wurde. Sie wurde von den Archäologen etwa zur Hälfte untersucht. Im Süden und Norden befand sich je eine Toranlage, die durch je zwei kleinere Ausfallstore gesichert wurden. Im Innern standen entlang der Mauer viereckige Häuser, die ihre Längswände miteinander teilten. Ihre Größe, ihr Grundriss und ihre Bauweise sind weitgehend identisch. Im Innern jedes Hauses befand sich eine Herdstelle; die Wände waren aus Flechtwerk und Lehm gebaut und durch Holzpfosten gestützt. Innerhalb dieses äußeren Häuserkranzes lag eine etwa 4 m breite Straße, die ihn von einem inneren Häuserkranz trennte, dessen Häuser deutlich kleiner waren.
Etwas nördlich der Siedlung befand sich eine hügelförmige Aufschüttung mit einer Höhe von 4,5 m und einem Durchmesser von rund 80 m. In ihrem Innern lag eine Grabkammer, eine Tholos und weitere Konstruktionen, deren Funktion unklar bleibt. Darüber wurde nachträglich ein Kultplatz errichtet. Direkt südlich davon befand sich eine Nekropole mit 40 Gräbern, die möglicherweise kreisförmig angeordnet waren. Die Gräber bestanden aus in tiefen Schächten liegenden Holzkammern, in denen die Toten in meist seitlicher Hockerlage beigesetzt wurden. Einige Gräber, die offenbar zu Mitgliedern einer gehobenen Kriegerschicht gehörten, enthielten auch Tieropfer, besonders Pferde und zweirädrige Wagen. Am Rand der Nekropole befanden sich drei Kultbauten, in deren Mitte ein Lehmkreis mit einem Holzpfosten und eine Holzwand standen. Zwischen 100 und 200 m weiter nördlich wurden zwei weitere Gräberfelder und ein einzelner Kurgan entdeckt, in denen ebenfalls Kultbauten standen.